# Caminomorisco
Caminomorisco (extremadurai nyelven Caminu-Moriscu) település Spanyolországban, Cáceres tartományban. Caminomorisco Zarza de Granadilla, La Pesga, Casar de Palomero, Pinofranqueado, Nuñomoral, Ladrillar, Herguijuela de la Sierra és Sotoserrano községekkel határos. Lakosainak száma 1120 fő (2024).

## Népesség
A település népessége az elmúlt években az alábbi módon változott:
| Lakosok száma | 1236 | 1269 | 1292 | 1258 | 1227 | 1267 | 1228 | 1194 | 1161 | 1120 |
|               | 2001 | 2004 | 2006 | 2009 | 2011 | 2014 | 2016 | 2019 | 2021 | 2024 |